# Kenny Rogers (album)
Kenny Rogers è il secondo album in studio del cantante statunitense Kenny Rogers, pubblicato nel 1977.

## Tracce
1. Laura (What's He Got That I Ain't Got) – 2:52 (Leon Ashley, Margie Singleton)
2. I Wasn't Man Enough – 3:30 (Larry Butler, Roger Bowling)
3. Mother Country Music – 2:49 (Joe Nixon)
4. Why Don't We Go Somewhere and Love – 3:31 (Kenny O'Dell, Larry Henley)
5. Green Green Grass of Home – 3:35 (Curly Putman)
6. Till I Get It Right – 3:05 (Larry Henley, Red Lane)
7. Lucille – 3:42 (Roger Bowling, Hal Bynum)
8. The Son of Hickory Holler's Tramp – 3:12 (Dallas Frazier)
9. Lay Down Beside Me – 3:55 (Don Williams)
10. Puttin' In Overtime at Home – 3:00 (Ben Peters)
11. While I Play the Fiddle – 2:38 (Ray Willis, Ronnie Sessions)